# Ruta 231 (Costa Rica)
La Ruta 231, oficialmente Ruta Nacional Secundaria 231, es una ruta nacional de Costa Rica ubicada en la provincia de Cartago.

## Descripción
En la provincia de Cartago, la ruta atraviesa el cantón de Cartago (los distritos de Oriental, Agua Caliente).